# أوليفيا كلاينكنيشت
أوليفيا كلاينكنيشت Olivia Kleinknecht (اسمها المستعار أندريا ميتساتورّي Andrea Mezzatorre / ولدت في 21 مايو 1960 في فرانكفورت على الماين باسم ناتاشا كلاينكنيشت) هي أديبة ورسامة سويسرية.

## حياتها
درست القانون في جامعات توبنغن ولوزان وميونخ. حصلت على درجة الدكتوراه في الحقوق في عام 1989 من المعهد العالي الأوروبي في فلورنسا. كما درست بعد ذلك في أكاديمية الفن في فلورنسا فدرست الرسم المائي والزيتي، وأقامت عدة معارض في لوزان وفلورنسا وشتوتغارت.
أما في المجال الأدبي فقد كتبت روايات وقصص وقصائد. واشتركت في مسابقة إنجيبورج باخمان في كلاجنفورت في عام 1998. كما أنها عضو في مركز القلم الألماني السويسري، ونقابة كتاب وكاتبات سويسرا، والجمعية الدولية لكتاب القصة البوليسية.

## من أعمالها
- أجر الحب 1998
- الحقد 2001 (تحت اسم أندريا ميتسيروتتي)
- المُخرج 200
- جريمة قتل على الفطور 2003